# Stazione di Bitetto-Palo del Colle
La stazione di Bitetto-Palo del Colle è una stazione ferroviaria a servizio della città di Bitetto ubicata lungo la linea Bari–Taranto.

## Strutture e impianti

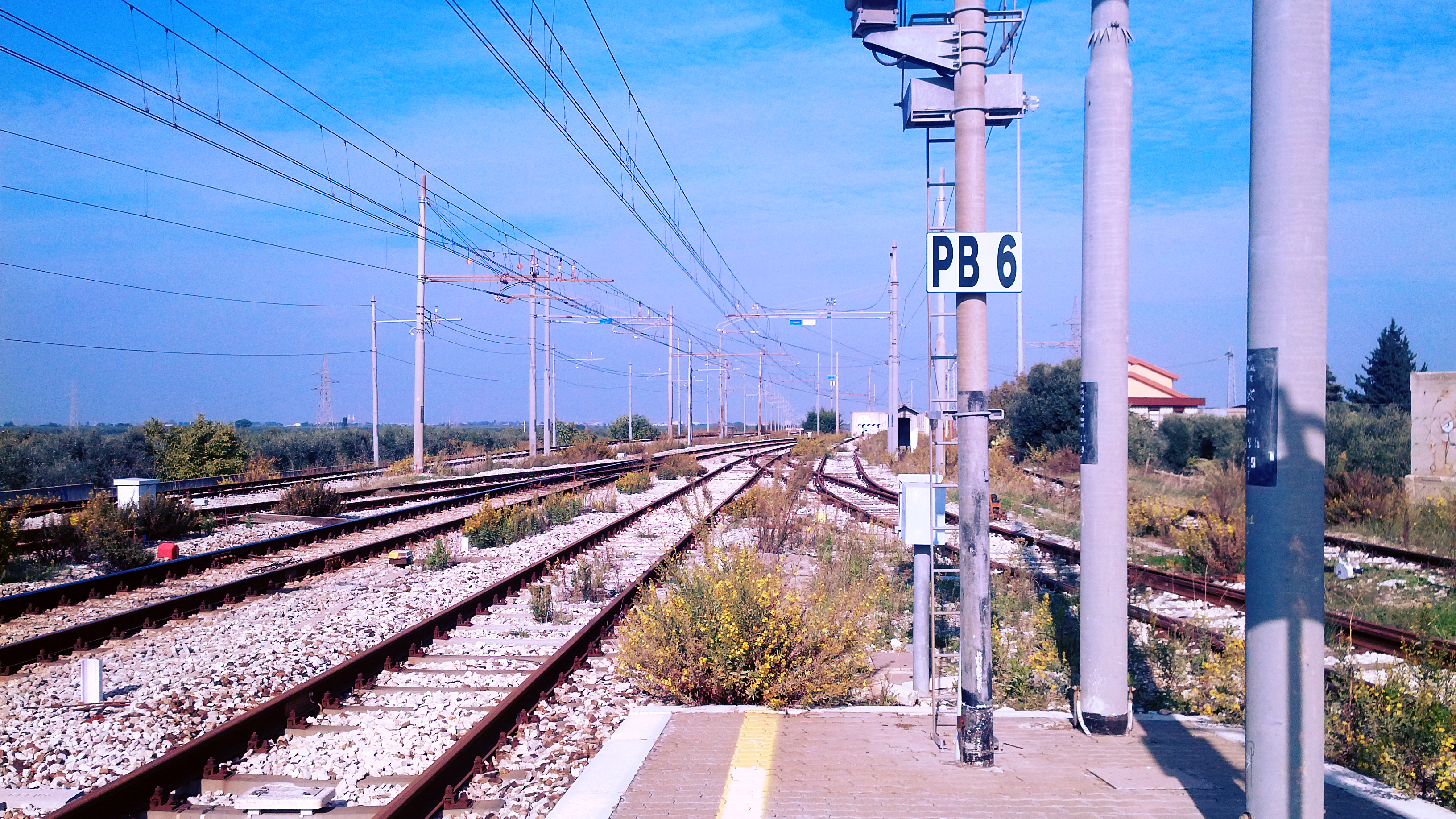
Binari in direzione Bari in via di dismissione; a sinistra la variante di percorso

Il fabbricato viaggiatori ospita una sala d'attesa e la dirigenza del movimento. È presente una biglietteria self service e due obliteratrici.
Il fascio dei binari è composto da tre binari passanti per il servizio passeggeri ed è munito di due banchine, collegate tra loro tramite un sottopassaggio. Sono presenti anche vari binari tronchi in passato usati per il servizio merci.

## Movimento
La stazione di Bitetto conta un traffico giornaliero di circa 2.500 viaggiatori, per un totale di circa 650.000 utenti serviti annualmente.

## Progetti in corso

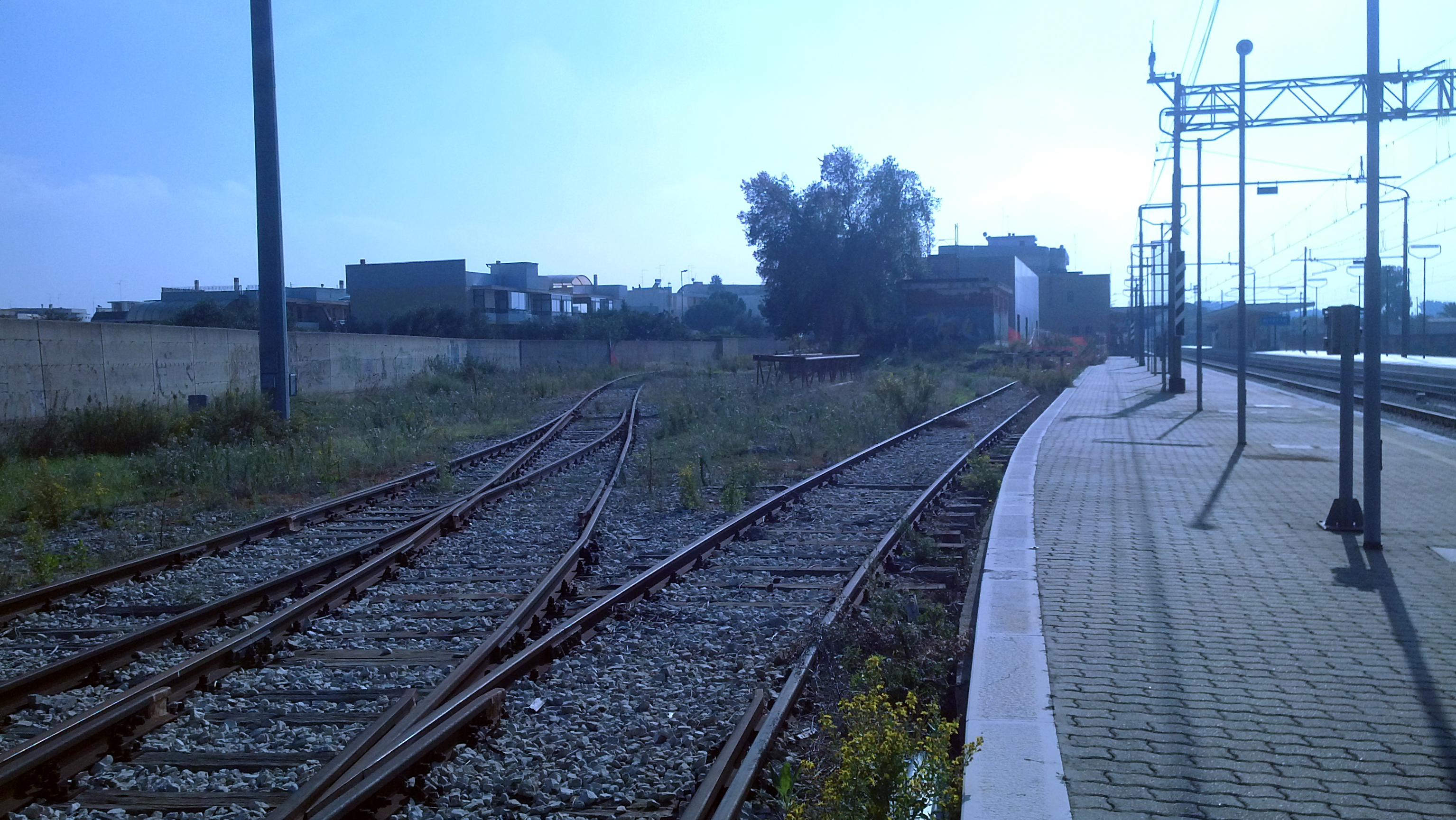
Una parte dei binari tronchi abbandonati in arrivo da Bari, un tempo utilizzati per lo scalo merci

La stazione è stata in parte integrante della variante di tracciato che ha interessato la linea nel tratto che va da Bitetto alla ex-stazione di Bari Sant'Andrea. Con il nuovo percorso, i treni proseguono verso Bari da un nuovo fascio di binari, già predisposto nei lavori di ammodernamento nel 1994, che permette alla linea di bypassare i numerosi passaggi a livello tra Bitetto e Modugno e consente una maggiore rapidità e quantità dei trasporti grazie al raddoppio dei binari, con il vecchio fascio che è stato smantellato in tutta la tratta, fatta eccezione per la stazione di Bitetto dove i binari del vecchio fascio sono diventati dei binari tronchi.
Nel progetto è inoltre previsto un adeguamento della stazione.

## Servizi
La stazione, che RFI classifica nella categoria silver, dispone di:
- Biglietteria automatica
- Sala d'attesa
- Servizi igienici

### Annotazioni
1. ↑  In passato la doppia denominazione è dovuta al servizio di interscambio treno-bus operato da FS, che collegava la stazione con il vicino centro di Palo del Colle. Nonostante il servizio non sia più effettuato da qualche anno, la denominazione della stazione è rimasta immutata.

### Fonti
1. 1 2   Copia archiviata, su rfi.it. URL consultato il 17 giugno 2012 (archiviato dall'url originale il 15 settembre 2015).
2. ↑   Copia archiviata (PDF), su pont.infrastrutturetrasporti.it. URL consultato il 3 dicembre 2015 (archiviato dall'url originale il 4 marzo 2016).
3. ↑   Copia archiviata, su grandiprogetti.invitalia.it. URL consultato il 3 dicembre 2015 (archiviato dall'url originale l'8 dicembre 2015).